# 10-й Венецианский кинофестиваль (1942)
10-й Венецианский международный кинофестиваль проходил в Венеции, Италия, с 30 августа по 5 сентября 1942 года. Один из трёх кинофестивалей (8-й в 1940 году, 9-й в 1941 и 10-й в 1942), впоследствии признанных официально не существовавшими, вследствие чего послевоенный Венецианский кинофестиваль 1949 года вновь получил порядковый номер 10.

## История
На торжественной церемонии открытия кинофестиваля 30 августа 1942 года присутствовали министр пропаганды нацистской Германии Йозеф Геббельс и министр культуры Италии Алессандро Паволини.
Директором кинофестиваля являлся Оттавио Кроце (Ottavio Croze), конкурсные фильмы демонстрировались не в киноцентре на острове Лидо, а в венецианских кинотеатрах «Rossini» и «San Marco».
В качестве кинокритика журнала IX maggio, издававшегося университетской фашистской группой (GUF) Неаполитанского университета, фестиваль посетил Джорджо Наполитано (президент Италии в 2006—2015 годах).
Награды:
- Кубок Муссолини за лучший иностранный фильм: «Великий король» (Der große König) режиссёра Файта Харлана
- Кубок Муссолини за лучший итальянский фильм: «Бенгази» (Bengasi) Аугусто Дженина
- Кубок Вольпи за лучшую мужскую роль: Фоско Джакетти за фильм «Бенгази»
- Кубок Вольпи за лучшую женскую роль: Кристина Зёдербаум за фильм «Золотой город» (Die goldene Stadt) Файта Харлана
- Кубок Биеннале: Ala-Arriba! режиссёра Жозе Лейтана ди Барруша, Португалия
- Премия Биеннале: «Люди гор» (Emberek a havason) режиссёра Иштвана Сётца[венг.], Венгрия; «Мы — живые» (Noi vivi) режиссёра Гоффредо Алессандрини; «Одесса в огне» (Odessa in fiamme) режиссёра Кармине Галлоне; «Великая тень» (Der große Schatten) германского режиссёра Пауля Ферхёвена; «Венская кровь» (Wiener Blut) режиссёра Вилли Форста
- Медаль Биеннале: «За границей» (Yli rajan) финского режиссёра Вильхо Ильмари[фин.]
- Медаль: «Знамя человечества» (Le Drapeau de l’humanité), режиссёр Курт Фрюх[нем.]

## Состав жюри
- Джузеппе Вольпи (Италия), председатель
- Хоакин Аргамасилья (Joaquín Argamasilla, Испания)
- Оттавио Кроце (Ottavio Croze, Италия)
- Ставшо Данаилов (Болгария)
- Аугусто Фантеки (Augusto Fantechi, Италия)
- Вольфганг Фишер (Wolfgang Fischer, Германия)
- Марио Громо (Mario Gromo, Италия)
- Аладар Хаас (Aladár Haász, Венгрия)
- Фердинанд Имхоф (Ferdinand Imhof, Швейцария)
- Мануэль Лопеш Рибейру (Manuel Lopes Ribeiro, Португалия)
- Мариан Микац (Marijan Mikac, Независимое государство Хорватия)
- Карл Мельцер (Karl Melzer, Германия)
- Антонио Мараини (Antonio Maraini, Италия)
- Михай Пускариу (Mihai Puscariu, Румыния)
- Юрьё Эрик Ранникко (Yrjö Erik Rannikko, Финляндия)
- Стефан Раваш (Stefan Ravasz)
- Карл Венсан (Carl Vincent, Бельгия)